# Regering-Paasch III
De regering-Paasch III (1 juli 2024 - heden) is de huidige regering van de Duitstalige Gemeenschap, onder leiding van Oliver Paasch. De regering bestaat uit drie partijen: ProDG, CSP en PFF. Deze regering is de opvolger van de regering-Paasch II. Voor het eerst sinds 1999 maken de Duitstalige christendemocraten opnieuw deel uit van de Duitstalige Gemeenschapsregering. De socialisten, die al sinds 1990 in de regering zaten, verdwenen daarentegen naar de oppositiebanken.
Op 13 juni 2024, vier dagen na de Duitstalige gemeenschapsverkiezingen van 9 juni 2024, sloten de drie partijen een bestuursakkoord. Op maandag 1 juli 2024 werd de regering beëdigd in het Parlement van de Duitstalige Gemeenschap en een dag later legde minister-president Oliver Paasch de eed af in handen van koning Filip op het Koninklijk Paleis van Brussel, in aanwezigheid van eerste minister Alexander De Croo.

## Samenstelling

### Regering-Paasch III
| Ambtsbekleder | Ambtsbekleder | Ambtsbekleder            | Ministerie                                                                      | Partij |
| ------------- | ------------- | ------------------------ | ------------------------------------------------------------------------------- | ------ |
|               |               | Oliver Paasch (1971)     | Minister-president en minister Lokale Besturen, Financiën, Ruimtelijke Ordening | ProDG  |
|               |               | Jérôme Franssen (1982)   | Vice-minister-president en minister Onderwijs, Opleiding en Werkgelegenheid     | CSP    |
|               |               | Gregor Freches (1962)    | Minister Cultuur, Sport, Toerisme en Media                                      | PFF    |
|               |               | Lydia Klinkenberg (1981) | Minister Gezin, Gezondheid en Sociale Aangelegenheden en Huisvesting            | ProDG  |

### Centrale functie
|  | Functie en bevoegdheden                             | Naam | Naam                    | Partij | Partij |
|  | --------------------------------------------------- | ---- | ----------------------- | ------ | ------ |
|  | Voorzitter Parlement van de Duitstalige Gemeenschap |      | Patricia Creutz-Vilvoye |        | CSP    |

Fagnoul · 
Maraite I · 
Maraite II · 
Maraite III · 
Lambertz I · 
Lambertz II · 
Lambertz III ·
Paasch I · 
Paasch II · 
Paasch III